# 큰잎용담
큰잎용담( - 龍膽 )은 용담목 용담속에 속하는 여러해살이풀이다. 대엽용담(大葉龍膽)이라고도 한다.
큰잎용담의 뿌리는 진교(秦艽), 진규(秦艽), 또는 진조(秦爪)라고 하며, 약초로 사용된다. 풍습(風濕)이나 열이 나는 증상을 없애주며, 이뇨제나 해열제로 사용된다.